# Amazonemierpitta
De amazonemierpitta (Myrmothera berlepschi synoniem: Hylopezus berlepschi) is een zangvogel uit de familie Grallariidae (mierpitta's). De vogel werd in 1903 door de Oostenrijkse vogelkundige  Carl Edward Hellmayr geldig beschreven en genoemd naar de Duitse ornitholoog Hans Graf von Berlepsch..

## Kenmerken
De vogel is gemiddeld 14,5 cm lang. Van boven is de vogel bruin, van onder licht roomkleurig met streepjes op de borst. De flanken en onderbuik zijn oranje gekleurd.

## Verspreiding en leefgebied
Deze soort telt twee ondersoorten:
- M. b. yessupi: oostelijk en midden Peru en amazonisch westelijk Brazilië.
- M. b. berlepschi: amazonisch zuidelijk Brazilië, zuidoostelijk Peru en noordelijk Bolivia.

De leefgebieden liggen in tropisch vochtig natuurlijk bos in laagland tot hoogstens 400 meter boven zeeniveau.

## Status
De grootte van de populatie is niet gekwantificeerd maar de soort wordt omschreven als schaars. Op de Rode lijst van de IUCN heeft deze soort de status niet bedreigd.